# Alai Darwaza

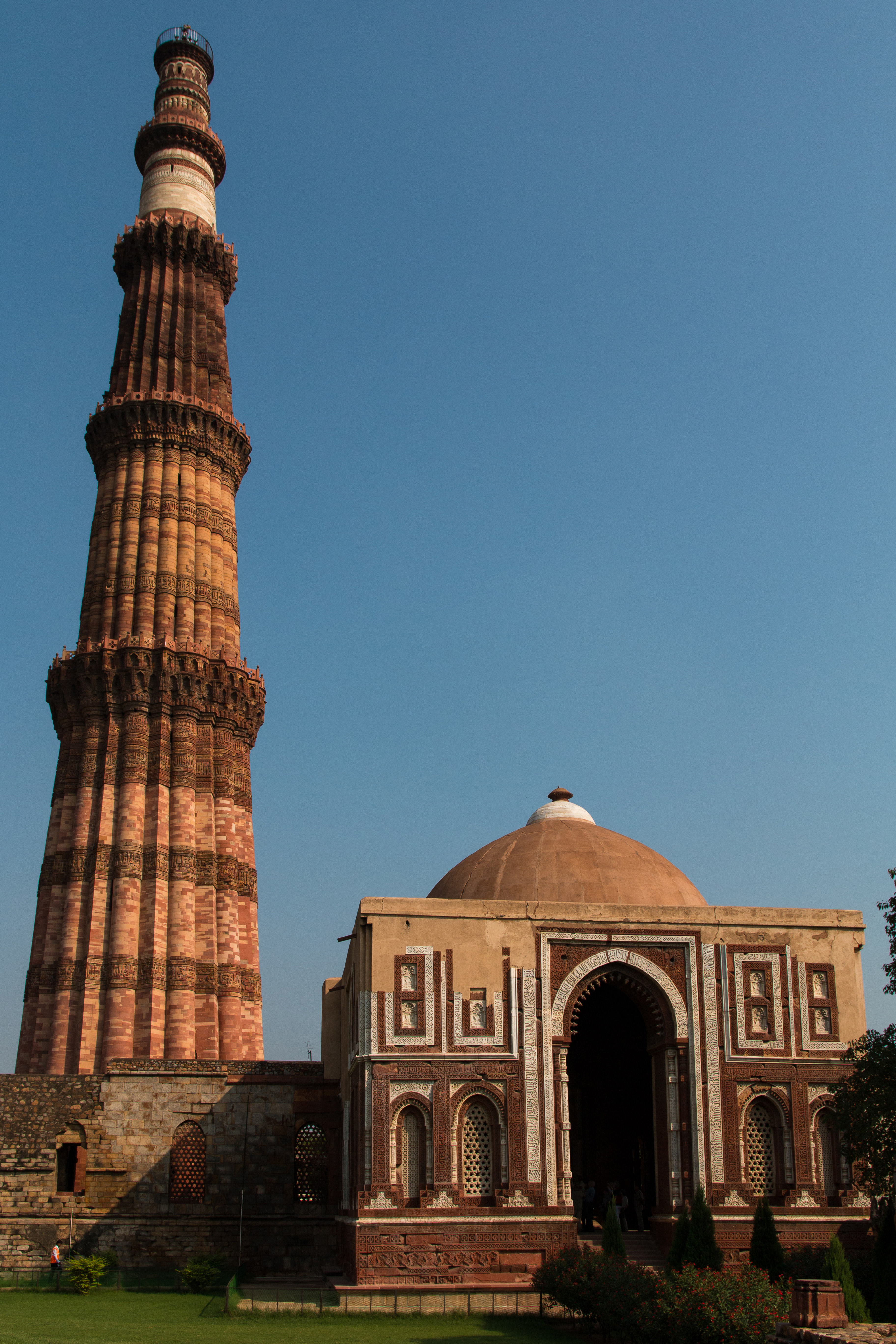
Alai Darwaza und Qutb Minar

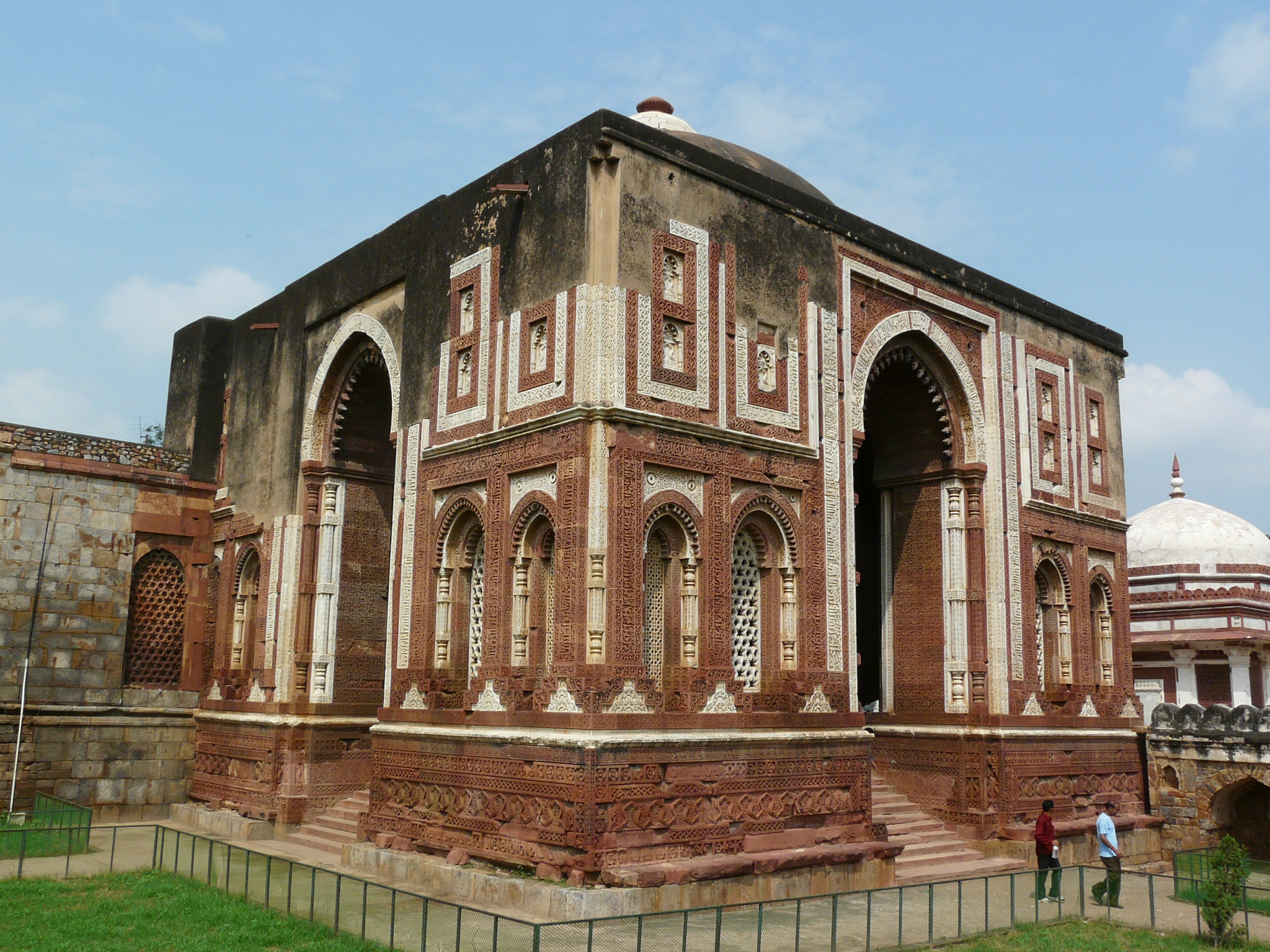
Alai Darwaza

Das ʿAla-i Darwaza (= „Tor des ʿAlā“) in der Umfassungsmauer der Quwwat-ul-Islam-Moschee im Qutb-Komplex in Delhi ist der erste monumentale islamische Torbau in Indien. In seiner Architektur und Dekorfreude nimmt es zahlreiche Charakteristika der späteren Mogul-Architektur vorweg.

## Geschichte
Das ʿAla-i Darwaza wurde gemäß einer am Bau gefundenen Inschrift im Jahr 1311 im Auftrag des Sultans Ala ud-Din Khalji errichtet. Als Vorgängerbau ist das in der Nähe stehende Iltutmish-Mausoleum (um 1236) zu nennen; wenige Jahre später (um 1325) entstand das Mausoleum für Ghiyas-ud-din Tughluq Shah I. – beide Bauten zeigen viele Ähnlichkeiten, aber auch Unterschiede. Zu einem unbekannten Zeitpunkt wurde das ʿAla-i Darwaza durch Erdbeben schwer beschädigt, aber nicht gänzlich zerstört. Die eingestürzte Kuppel wurde unter der Aufsicht der britischen Kolonialverwaltung im frühen 20. Jahrhundert erneuert.

## Architektur
Steinmaterial
Der Kern des nach Süden gerichteten, kubischen und von drei Seiten über ca. 2 m hohe innenliegende Treppenaufgänge erreichbaren Torbaus besteht aus gebrannten Ziegelsteinen; diese wurden mit Platten aus rötlichem Sandstein und weißem Marmor verkleidet, die zuvor mit kalligraphischen Inschriften oder floralem Dekor versehen wurden.
Grund- und Aufriss
Der Grundriss des Torbaus ist quadratisch mit etwa 12 m Seitenlänge; die Gesamthöhe weicht nur unwesentlich davon ab, so dass man insgesamt von einem Kubus sprechen kann. Vier Portale führen ins Innere des Bauwerks, davon eines von der Südseite des Moscheehofs (sahn) aus. Der Bau war von der ersten echten Kuppel Indiens überdeckt; diese ruhte auf Eckbögen (Trompen).
Baudekor
Neben der architektonischen Gliederung gibt es mehrere abstrakt-geometrische Dekorelemente:
- die Portale und (Schein-)Fenster werden von kunstvoll gestalteten Säulen/Pfeilern gerahmt; die äußeren Rahmen sind mit kalligraphischen Inschriftbändern versehen
- zusätzlich schmückt die leicht hufeisenförmigen Portalbögen ein glückbringendes Dekor aus aneinandergebundenen umgedrehten Vasen bzw. Krügen (kalashas)
- die Fenster sind mit Steingittern (jalis) gefüllt, deren geometrische und potentiell unendliche Ornamentik dem islamischen Bilderverbot entspricht
- die Innenwände sind in Horror vacui-Manier mit geometrischen (meist sechseckigen) Ornamenten überzogen

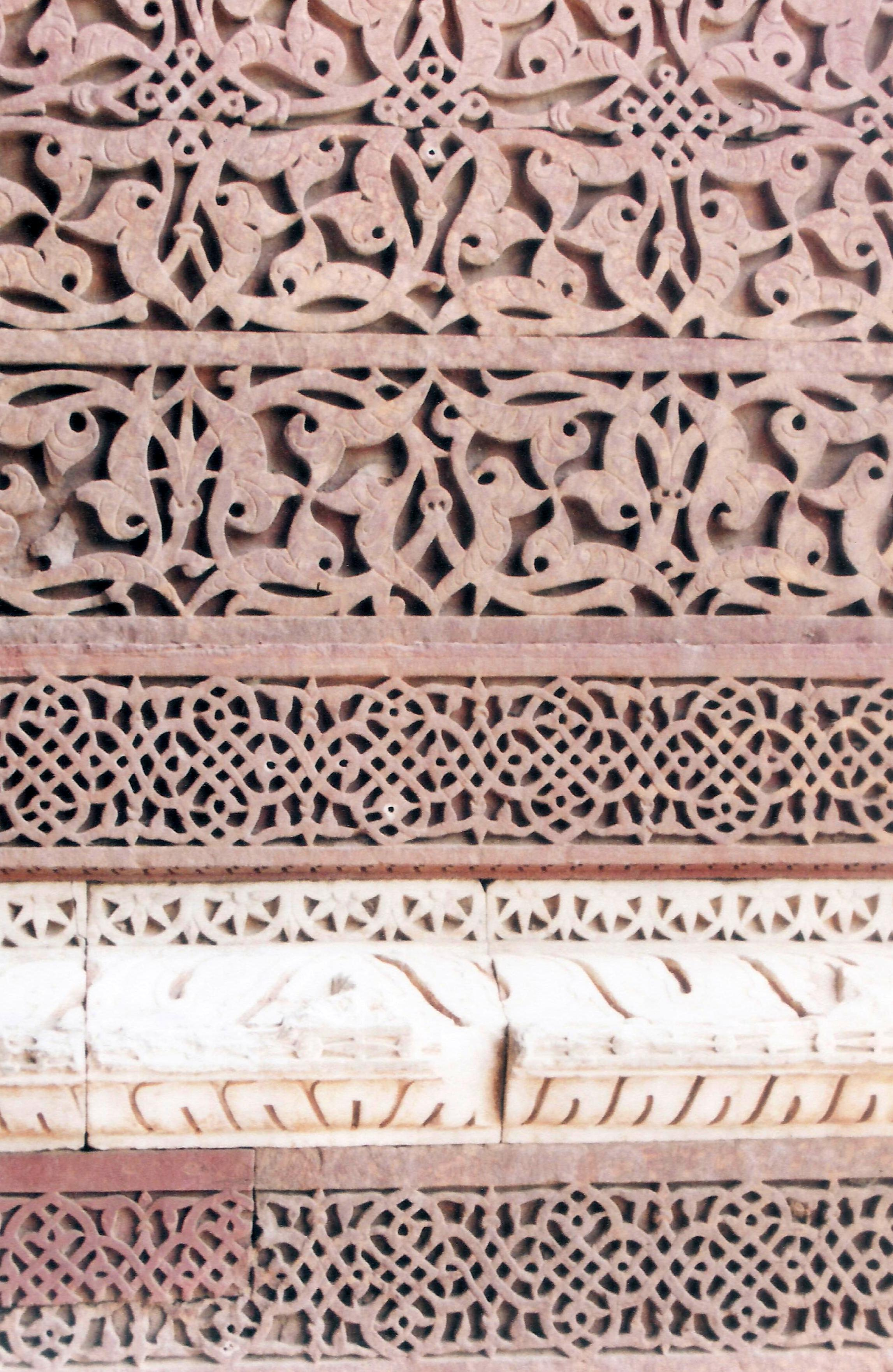
Außenwanddekor (Detail)
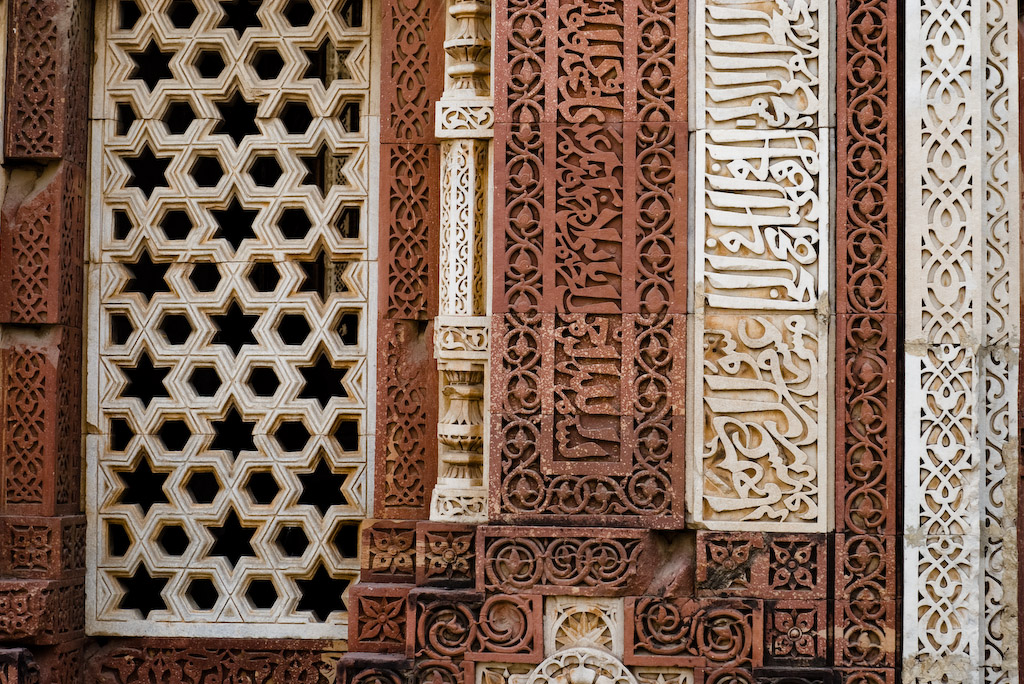
Außenwanddekor und Fenstergitter (jali)
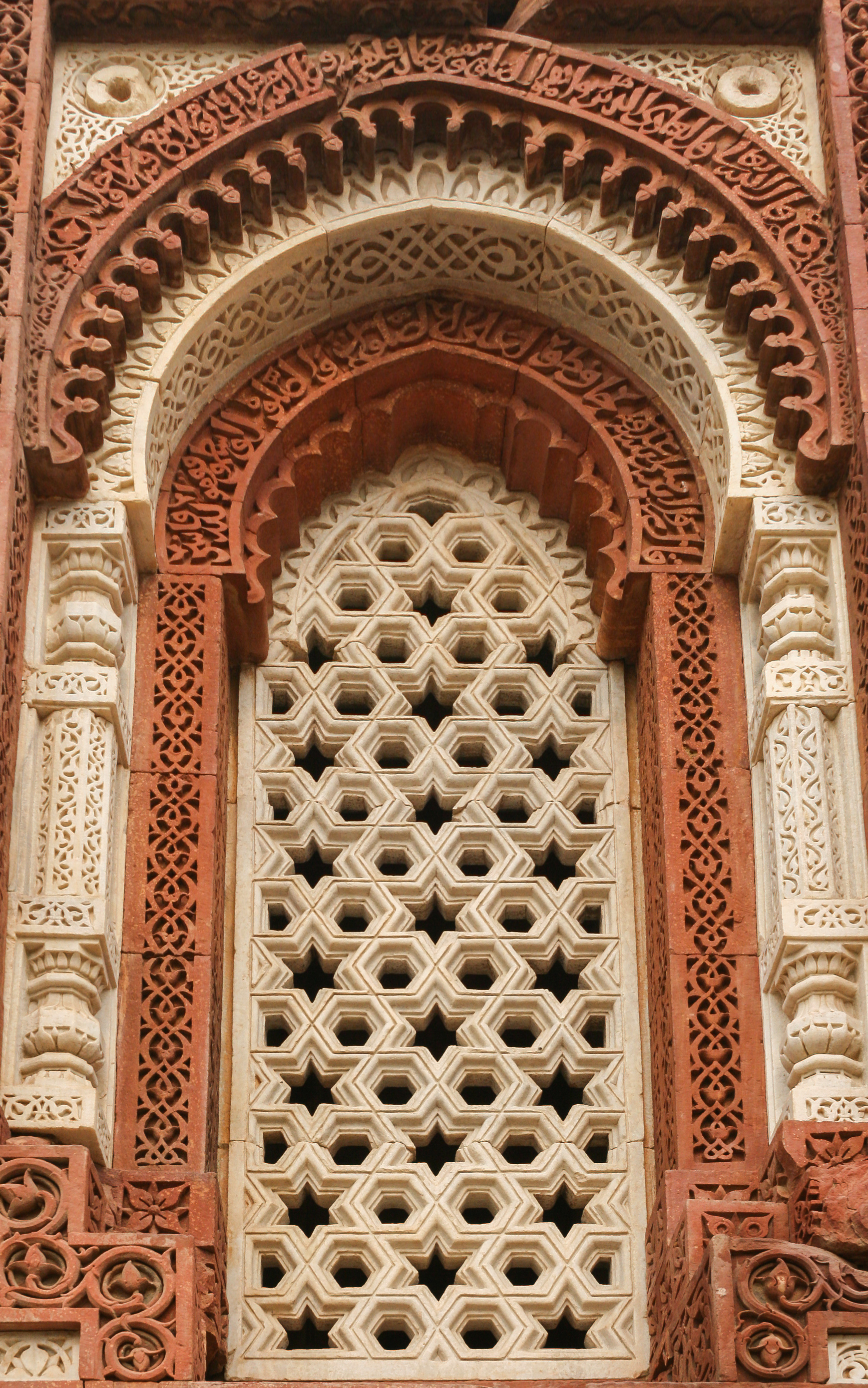
Gitterfenster
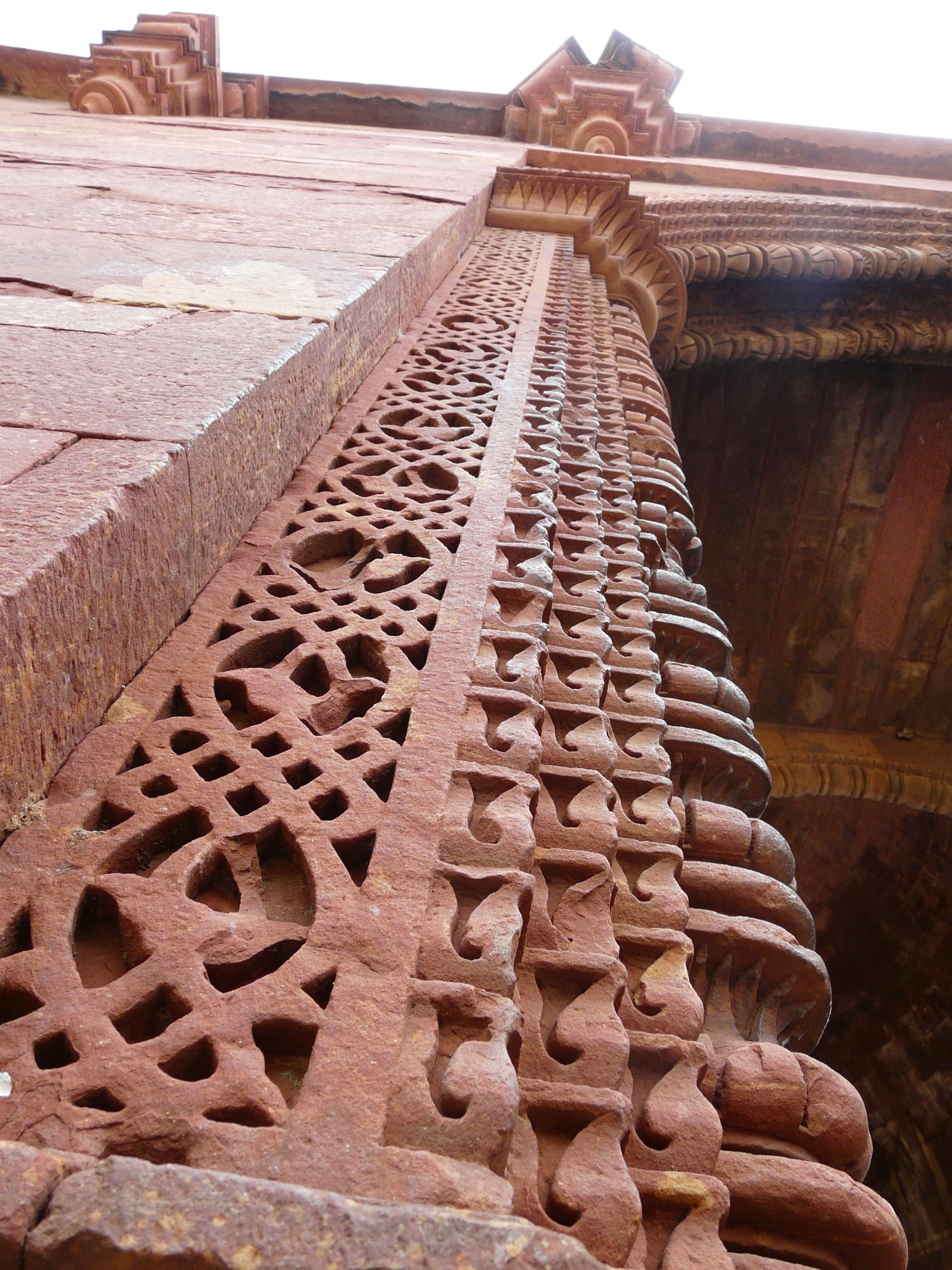
Portaldekor
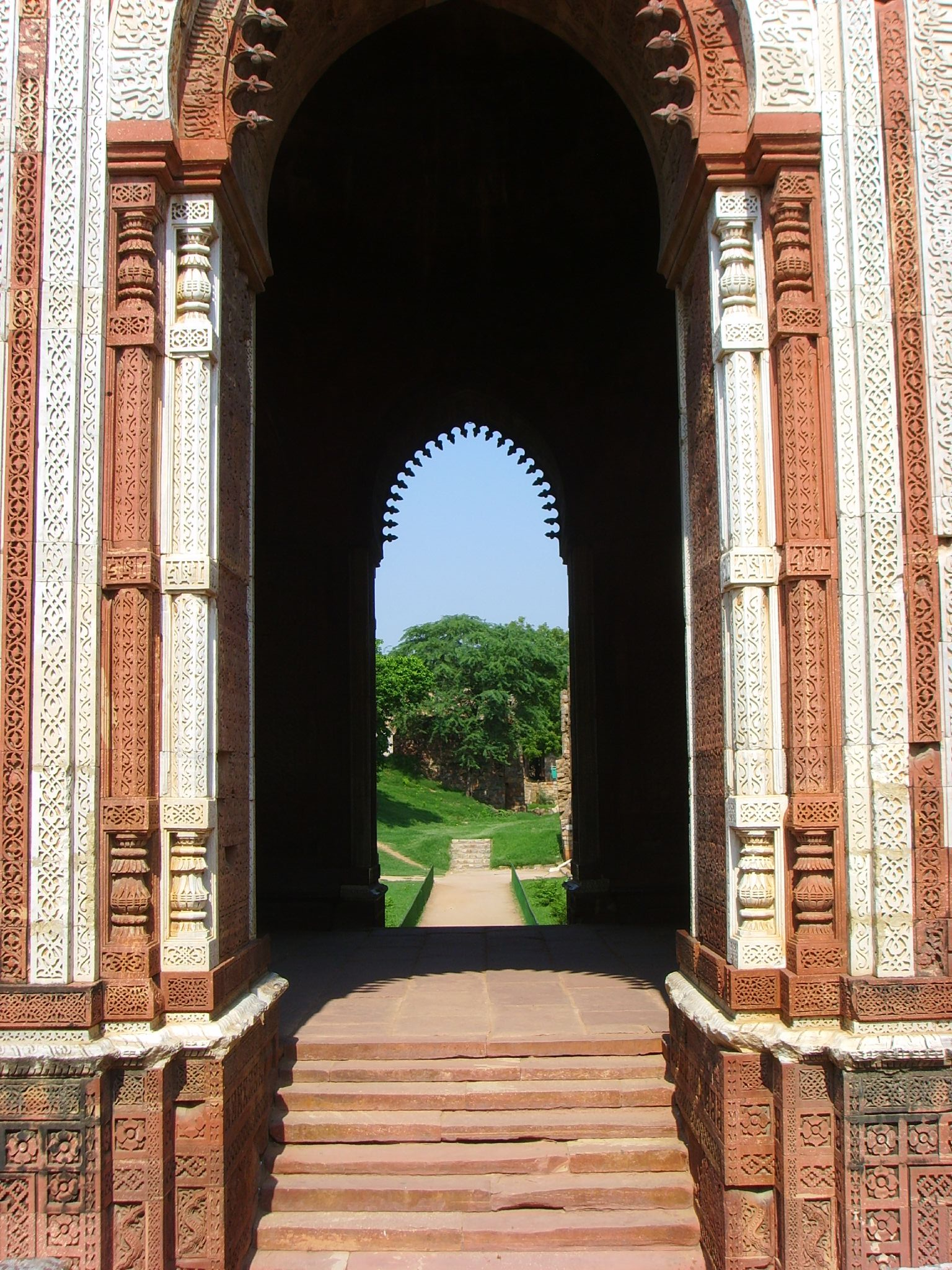
Ost-Portal
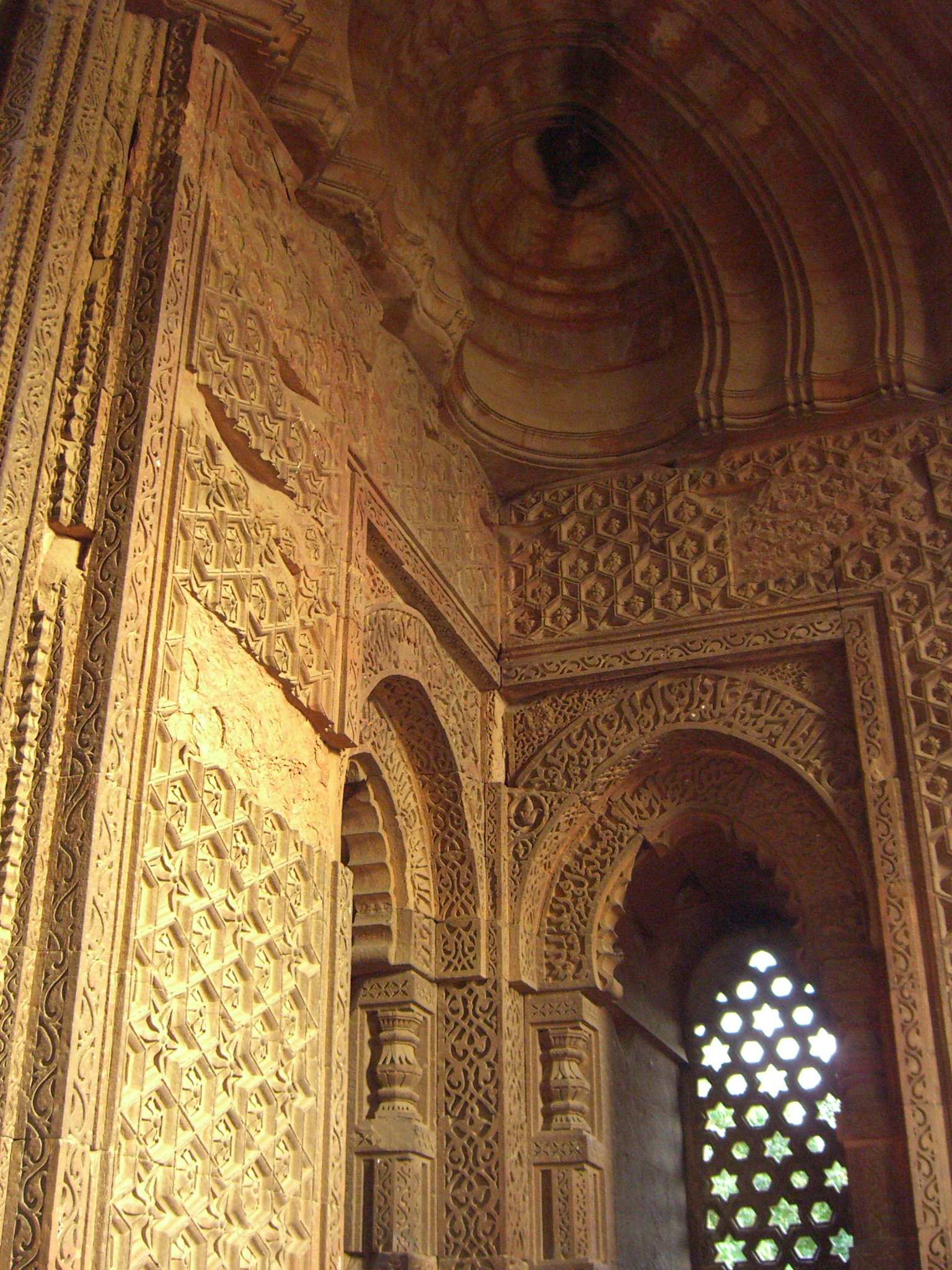
Innendekor